# Austerocardiochiles zhejiangensis
Austerocardiochiles zhejiangensis är en stekelart som beskrevs av Chen, Whitfield och He 2004. Austerocardiochiles zhejiangensis ingår i släktet Austerocardiochiles och familjen bracksteklar. Inga underarter finns listade.